# 紫色朱砂杜鹃
紫色朱砂杜鹃（学名：Rhododendron cinnabarinum var. purpurellum）为杜鹃花科杜鹃花属下的一个变种。

## 扩展阅读
- 維基物種上的相關：紫色朱砂杜鹃